# Powiat Kunszentmiklós
Powiat Kunszentmiklós (węg. Kunszentmiklósi járás) – jeden z dziesięciu powiatów komitatu Bács-Kiskun na Węgrzech. Siedzibą władz jest miasto Kunszentmiklós.

## Miejscowości powiatu Kunszentmiklós
- Apostag
- Dunaegyháza
- Dunavecse
- Kunadacs
- Kunpeszér
- Kunszentmiklós
- Szabadszállás
- Szalkszentmárton
- Tass
- Újsolt